# Аристотелов трг
Аристотелов трг (грч. Πλατεία Αριστοτέλους) је главни градски трг Солуна у Грчкој и налази се на авенији Никис (на градској риви), у центру града. Дизајнирао га је француски архитекта Ернест Ебрард 1918. године, али је већи део трга изграђен 1950-их. Многе зграде које окружују централни трг су од тада реновиране, а његови северни делови су углавном обновљени 2000-их.
Дванаест зграда које чине Аристотелов трг су од 1950. године уписане као грађевине Републике Грчке.

## Историја
Историја Аристотеловог трга почиње Великим пожаром 1917. године који је уништио две трећине града Солуна.

### Пре пожара
Пре Великог пожара 1917. године, граду је недостајало много од онога што се сматрало 'есенцијалним' у европској архитектури. Солун је до 1912. био део Османске Турске скоро 500 година. Под османском влашћу, град је растао без вођења општег плана за проширење и имао је уске улице. Одсуство тргова у Солуну пре 1917. године бавио се Ернестом Ебраром, који је предложио велики број великих тргова у граду, укључујући трг Александра Великог, сада Аристотелов трг.

### Дизајн Ернеста Ебрара
Ернест Ебрард је замислио монументалну осу за Солун која се протезала од данашњег Аристотеловог трга на обали мора до трга Дикастирион и Римског форума. Оса је почела на Аристотеловом тргу, који је требало да добије име по Александру Великом. Током свог плана за Солун, Ебрард је имплементирао елемент који је недостајао архитектури града пре 1917: импозантне фасаде. За монументалну осовину, архитекта је користио елементе из византијске и западне архитектуре , а не из османске архитектуре, да би нагласио повезаност града са Византијским царством . Овај стил је најочитији на Аристотеловом тргу, са неколико фасада зграда које имплементирају неке од оригиналних Хебрардових идеја. Поред тога, на средини трга је требало да буде постављена статуа Александра Великог.
Ебрард је осмислио монументалну осу тако да се гледајући узбрдо са трга виде византијске зидине града и Горњи град. Са трга би такође било видљиво оно што је Ебрард назвао Грађански трг, који би био административно срце града по европским линијама: на њему би се налазила Градска већница на левој страни, зграде суда на десној страни и велики тријумфални лук који води узбрдо од Грађанског трга. Овај део пројекта никада није реализован због недостатка средстава, иако је након археолошких ископавања откривена староримска агора на истом месту где је планиран Градски трг.
Од Ебраровог првог концепта дизајна 1918. године, његови дизајни за Аристотелов трг су знатно поједностављени. Уместо првобитно разрађеног дизајна, фасаде које су изграђене 1950-их биле су много скромније, због финансијске ситуације земље у то време и одлуке Венизелосове владе 1918. да финансира пројекат из приватних извора. а не влада.

### Садашњост
Данас је Аристотелов трг једно од најпознатијих места у целој Грчкој и готово синоним за сам град Солун. Трг игра важну улогу у друштвено-политичком животу не само града, већ и шире земље. На Аристотеловом тргу су организовани бројни велики скупови и политички говори, као што је митинг за Македонију 1992. године (види даље у наставку ). Поред тога, трг се користи за многе културне догађаје, као што су фестивали и годишње прославе Божића и карневала. То је важна туристичка атракција за град, а бројни кафићи и барови који се нижу на тргу чине га популарним међу млађим генерацијама.
Две четвртине квадрата заузимају важне грађевине. Са леве стране је хотел Електра Палас, који је један од најбољих хотела са пет звездица у Солуну, а са десне стране један од најпознатијих градских биоскопа, биоскоп Олимпион Театар, место одржавања годишњег Међународног филмског фестивала у Солуну. У њему се такође налази веома популаран истоимени бар.

### Будућа обнова
Тренутно се не разматра преуређење, али су у протеклих двадесет година поднети бројни предлози. Када је Солун постао европска престоница културе 1997. године, градско веће је саставило организациони комитет за преуређење градске риве, укључујући и преуређење Аристотеловог трга. Од многих дизајна који су представљени комитету, неки од њих су били веома радикални, а други мање. Скоро у свим предлозима било је предвиђено да марина или слично проширење трга на риву, као и точак сличан Лондонско око у Лондону. До данас, ниједна званична шема обнове није озваничена. Бивши градоначелник Солуна Јанис Бутарис поменуо је у својој предизборној кампањи да ће Солун бити подвргнут великом реконструкцији како би се увео у 21. век. 

### Галерија
- Поглед са мора
- Поглед са улице Егнација
- Поглед на трг
- Горњи Аристотелов трг
- Поглед на биоскоп Олимпион (архитекта Жак Моше) са врха хотела Електра Палас
- Електра Палас
- Кафићи и ресторани који се нижу на странама трга
- Статуа Аристотела на тргу
- Панорама трга у 360 степени
- Трг за време зимских празника

## Коришћења

### Божић и Нова година
Због своје локације у срцу града, трг се користи за готово све велике прославе, укључујући и паљење званичне божићне јелке у Солуну и одбројавање Нове године. Сваке године општина организује прославу анђела (грчки : Γιορτη των Αγγελων), која је званична церемонија паљења јелке и праћена је другим празничним активностима, укључујући бендове, хорове, популарне грчке певаче и ватромета... Сличне прославе се организују сваке године за дочек Нове године и за Нову годину.
По грчкој традицији, осим јелке, општина Солун украшава и џиновски божићни брод, што је грчка варијанта обичаја кићења јелке. И божићна јелка и божићни чамац су високи преко 20 метара и сматрају се туристичком атракцијом за посетиоце града у време када су устали.

### Политичка активност
Од свог настанка, трг је коришћен за низ важних партијских скупова. Многи бивши премијери Грчке дали су своје говоре са Аристотелоовог трга, укључујући Андреаса Папандреуа, Костаса Караманлиса и Јоргоса Папандреуа.
Осим партизанске акције, на тргу су биле и бројне демонстрације које није подржала ниједна партија. Под навалом националиста против Републике Македоније почетком 1990-их због спора око имена Македоније, организоване су огромне демонстрације на тргу у фебруару 1992. „да би се показала подршка грчкости Македоније“. Током НАТО бомбардовања Југославије, на тргу су се такође одржале велике демонстрације које су потврдиле неодобравање грчког народа према НАТО бомбардовању и исказале своју подршку српском народу. Последњих година на тргу су одржане многе друге демонстрације на различите теме, од верских питања, реформи образовања и економске кризе.

## Транспорт
Када су прве зграде на тргу изграђене касних 1950-их, трг је опслуживала широка солунска трамвајска мрежа, али је услуга прекинута 1957. године. Од тада, једино средство јавног превоза до и од Аристотеловог трга су аутобуси Солунске организације градског превоза. Градски облик потковице и локација трга у центру града чине га лако доступним са многим линијама које пролазе кроз Аристотелов трг или трг Венизелоу. Поред тога, постоје такси стајалишта у улици Митрополеос (улица која „сече“ трг на пола), испред Олимпион театра.
Солунски метро у изградњи ће имати једну станицу у близини Аристотеловог трга, у улици Венизелоу, неколико минута хода од Аристотеловог трга на авенији Егнација. Друга средства превоза која су предложена су трајектне услуге до осталих кључних тачака приобалног Солуна.

## У популарној култури
Због сличности са флашом када се гледа одозго, фотографија трга из ваздуха је коришћена у реклами за Абсолут водку.